# فيليب كاسادو
فيليب كاسادو (بالفرنسية: Philippe Casado)‏ ولد بتاريخ 01 فبراير 1964 في وجدة، المغرب، وتوفي في 21 يناير 1995 في فرنسا، كان دراج فرنسي في صنف سباق الدراجات على الطريق.

## سجل النتائج

### سباقات أو مراحل فاز بها
- طواف إيطاليا

## روابط خارجية
- فيليب كاسادو على موقع أرشيف الدراجات (الإنجليزية)
- فيليب كاسادو على موقع إحصائيات الدراجات الإحترافية (الإنجليزية)
- فيليب كاسادو على موقع CycleBase (الإنجليزية)